# Jasienica (województwo śląskie)

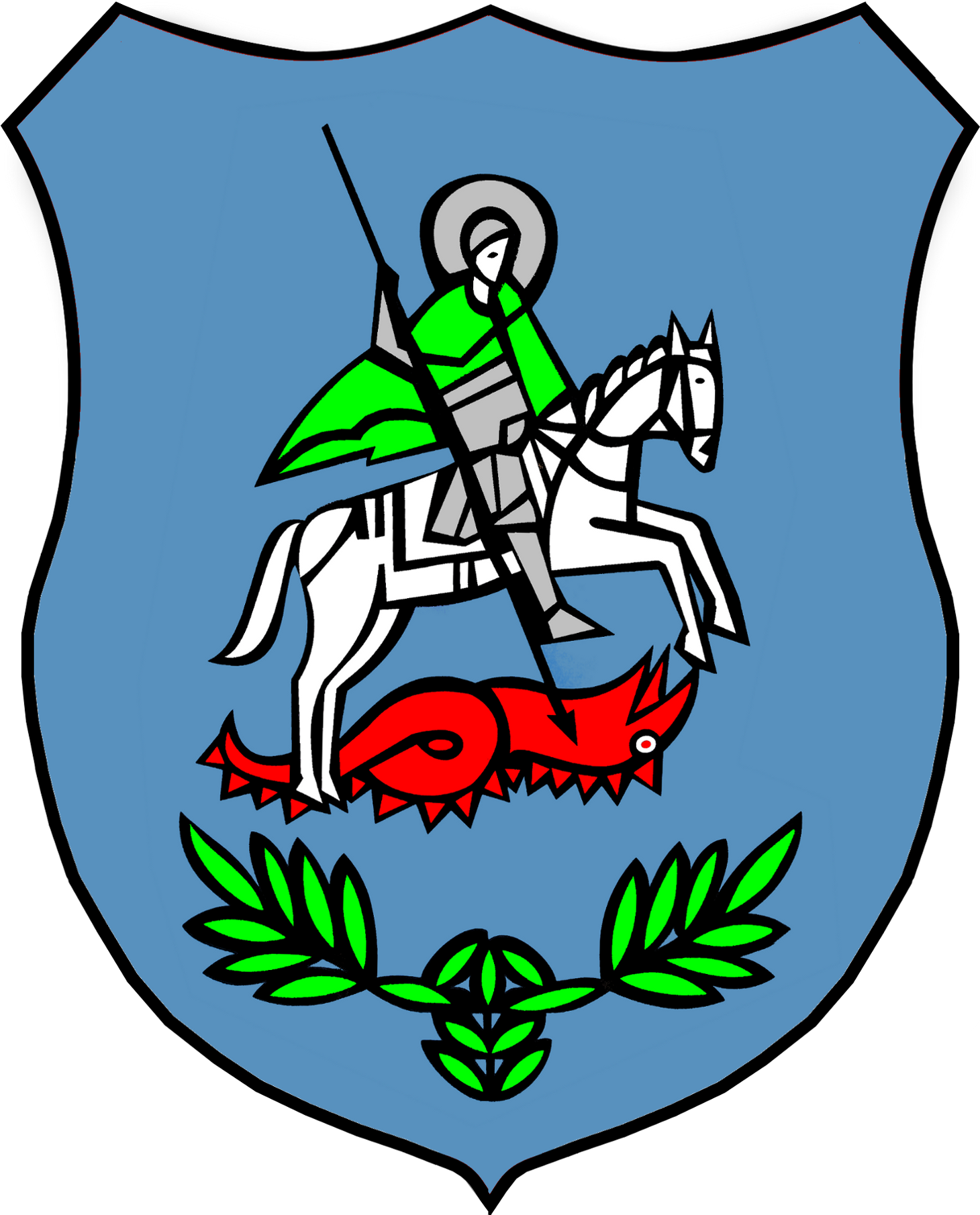
Nieoficjalny herb wsi Jasienica

Jasienica (niem. Heinzendorf, cz. Jasenice) – wieś w Polsce położona w województwie śląskim, w powiecie bielskim, siedziba gminy Jasienica, na Śląsku Cieszyńskim. Według danych z 31 grudnia 2012 roku Jasienica miała 5119 mieszkańców, zamieszkałych na obszarze 1171,8 ha (11,7 km²), co daje gęstość zaludnienia równą 436,8 os./km².

## Historia
Miejscowość po raz pierwszy wzmiankowana została w łacińskim dokumencie Liber fundationis episcopatus Vratislaviensis (pol. Księga uposażeń biskupstwa wrocławskiego), spisanej za czasów biskupa Henryka z Wierzbna ok. 1305 w szeregu wsi zobowiązanych do płacenia dziesięciny biskupstwu we Wrocławiu, w postaci item in Gessenita debent esse XI mansi solubiles. Zapis ten oznaczał, że wieś zobowiązana została do płacenia dziesięciny z 11 łanów większych. Jej powstanie wiąże się z przeprowadzaną pod koniec XIII wieku na terytorium późniejszego Górnego Śląska wielką akcją osadniczą (tzw. łanowo-czynszową). Większość osadników była początkowo pochodzenia słowiańskiego (polskiego), na co wskazuje nazwa, pochodząca najprawdopodobniej od jesionów porastających niegdyś podmokły teren wsi.
Wieś politycznie znajdowała się wówczas w granicach utworzonego w 1290 piastowskiego (polskiego) księstwa cieszyńskiego, będącego od 1327 lennem Królestwa Czech, a od 1526 roku w wyniku objęcia tronu czeskiego przez Habsburgów wraz z regionem aż do 1918 roku w monarchii Habsburgów (potocznie Austrii). Położona była na szlaku solnym wiodącym z Wieliczki na Morawy.
W sprawozdaniu z poboru świętopietrza z 1335 w diecezji wrocławskiej na rzecz Watykanu sporządzonego przez nuncjusza papieskiego Galharda z Cahors wśród 10 parafii archiprezbiteratu w Cieszynie wymieniona jest parafia w miejscowości Hankendorf, którą można teoretycznie identyfikować z miejscowością Heyczendorff (Heinzendorf), czyli Jasienicą, wymienioną w podobnym sprawozdaniu archidiakona opolskiego Mikołaja Wolffa z 1447 wśród 51 parafii w archiprezbiteracie cieszyńskim. Tak więc założenie miejscowej parafii pw. św. Jerzego Męczennika można przypisać na początek XIV wieku. Na podstawie wysokości opłaty w owym sprawozdaniu liczbę ówczesnych parafian (we wszystkich podległych wioskach) oszacowano na 225.
Początkowo wieś stanowiła własność książąt cieszyńskich. W 1424 znalazła się w okręgu milowym Bielska. Na dyplomie zastawu Frydka Ernestowi z Tworkowa z 1434 r. wśród poręczycieli wystąpił krewny Ernesta, Andrzej piszący się na Jasenicy. Andrzej sprzedał część wsi Janowi Boryńskiemu, od imienia którego prawdopodobnie wzięła się niemieckojęzyczna nazwa patronimiczna Heinzendorf, czyli wieś Jana. W drugiej połowie XV wieku Jan Boryński był już posiadaczem całej wsi. W 1452 po raz kolejny w dokumencie książęcym, Bolesława II cieszyńskiego, pojawiła się nazwa Heinzendorf. W 1465 Jan Boryński otrzymał od Kazimierza II zezwolenie na założenie karczmy i warzenie piwa w Jasienicy. Z czasem obie części wsi się zrosły i obie nazwy stosowano zamiennie.
Za panowania Wacława III Adama (1545–1579) duża część mieszkańców Jasienicy przeszła na luteranizm. W roku 1572 wieś weszła w skład nowo powstałego bielskiego państwa stanowego, przekształconego w 1752 r. w księstwo bielskie.
W roku 1679 Jasienica zmieniła nazwę na Iaschenitz, a w 1688 na Heinzendorf, co może świadczyć o silnych wpływach osiadłych tam kolonistów niemieckich.
W związku z uruchomieniem w roku 1784 tzw. szosy cesarskiej biegnącej przez Jasienicę, powstała we wsi stacja pocztowa. Dwa lata później wybudowano szkołę jednoklasową.
Rozwój miejscowości uległ przyspieszeniu w XIX wieku, co wiązało się z uprzemysłowieniem Bielska i Skoczowa. Pierwszego czerwca 1888 roku został otwarty szlak kolejowy austro-węgierskiej Kolei Miast Morawsko-Śląskich poprowadzonej z Bielska do Kojetina. W miejscowości zlokalizowana została stacja kolejowa.
Ważnym wydarzeniem w historii wsi było założenie w roku 1881 przez wiedeńczyka Josefa Hoffmana fabryki mebli. W 1913 roku zakład zatrudniał 700 robotników i produkował około 300 tys. sztuk mebli rocznie. Od 1923 roku fabryka nosiła firmę Thonet-Mundus. W czasach PRL nazywała się Fabryka Mebli Giętych w Jasienicy. Istnieje nadal pod firmą Paged Meble sp. z o.o.
Według austriackiego spisu ludności z 1900 w 247 budynkach w Jasienicy na obszarze 1188 hektarów mieszkało 2048 osób, co dawało gęstość zaludnienia równą 172,4 os./km², z tego 848 (41,4%) mieszkańców było katolikami, 1155 (56,4%) ewangelikami, a 45 (2,2%) wyznawcami judaizmu, 1930 (94,2%) było polsko-, 105 (5,1%) niemiecko-, a 4 (0,2%) czeskojęzycznymi. Do 1910 roku liczba budynków wzrosła o 17, a mieszkańców o 317. 1114 (47,1%) było katolikami, 1212 (51,2%) ewangelikami, 23 (1%) żydami, a 16 było jeszcze innej religii, 1800 (76,3%) było polsko-, 539 (22,8%) niemiecko-, 6 (0,3%) czeskojęzycznymi, a 14 (0,6%) posługiwało się jeszcze innym językiem.
Po zakończeniu I wojny światowej tereny, na których leży miejscowość – Śląsk Cieszyński stał się punktem sporu pomiędzy Polską i Czechosłowacją. W 1918 roku na bazie Straży Obywatelskiej miejscowi Polacy utworzyli lokalny oddział Milicji Polskiej Śląska Cieszyńskiego, który podlegał organizacyjnie 11 kompanii w Bielsku.
Po II wojnie światowej w Jasienicy osiedliła się grupa Polaków wysiedlonych z Kresów Wschodnich, a w 1953 r. przesiedleńcy z zalanego przez Zbiornik Goczałkowicki Zarzecza.
W latach 1954–1972 wieś należała i była siedzibą władz gromady Jasienica. W latach 1975–1998 miejscowość położona była w województwie bielskim.

## Wspólnoty wyznaniowe
Na terenie Jasienicy działalność religijną prowadzą następujące Kościoły i związki wyznaniowe:
- Kościół ewangelicko-augsburski:
  - filiał parafii w Jaworzu
- Kościół rzymskokatolicki:
  - parafia św. Jerzego
- Świadkowie Jehowy:
  - zbór[23]

## Sport i rekreacja
Pierwsza organizacja sportowa w miejscowości powstała już w 1912 roku. Było to regionalne koło Polskiego Towarzystwa Gimnastycznego „Sokół”, które liczyło wówczas 45 członków w tym 12 kobiet. Prezesem organizacji od 1914 był poeta i nauczyciel Jan Łysek. Działalność koła przerwał wybuch I wojny światowej, po zakończeniu której działalność wznowiono. W grudniu 1925 roku organizacja liczyła 46 członków, prezesem został Franciszek Barteczek, a w 1937 roku Teodor Kobiela, skarbnikiem Stefan Poloczki, a naczelnikiem Rudolf Lazurek.
Na terenie Jasienicy działa klub piłkarski Drzewiarz Jasienica (Ludowy Klub Sportowy Drzewiarz Jasienica), założony w 1954, o barwach czarno-czerwono-zielonych. Jego stadion posiada 300 miejsc siedzących pod dachem.

## Wójtowie Jasienicy
- od 1998 Janusz Pierzyna[25]

## Galeria

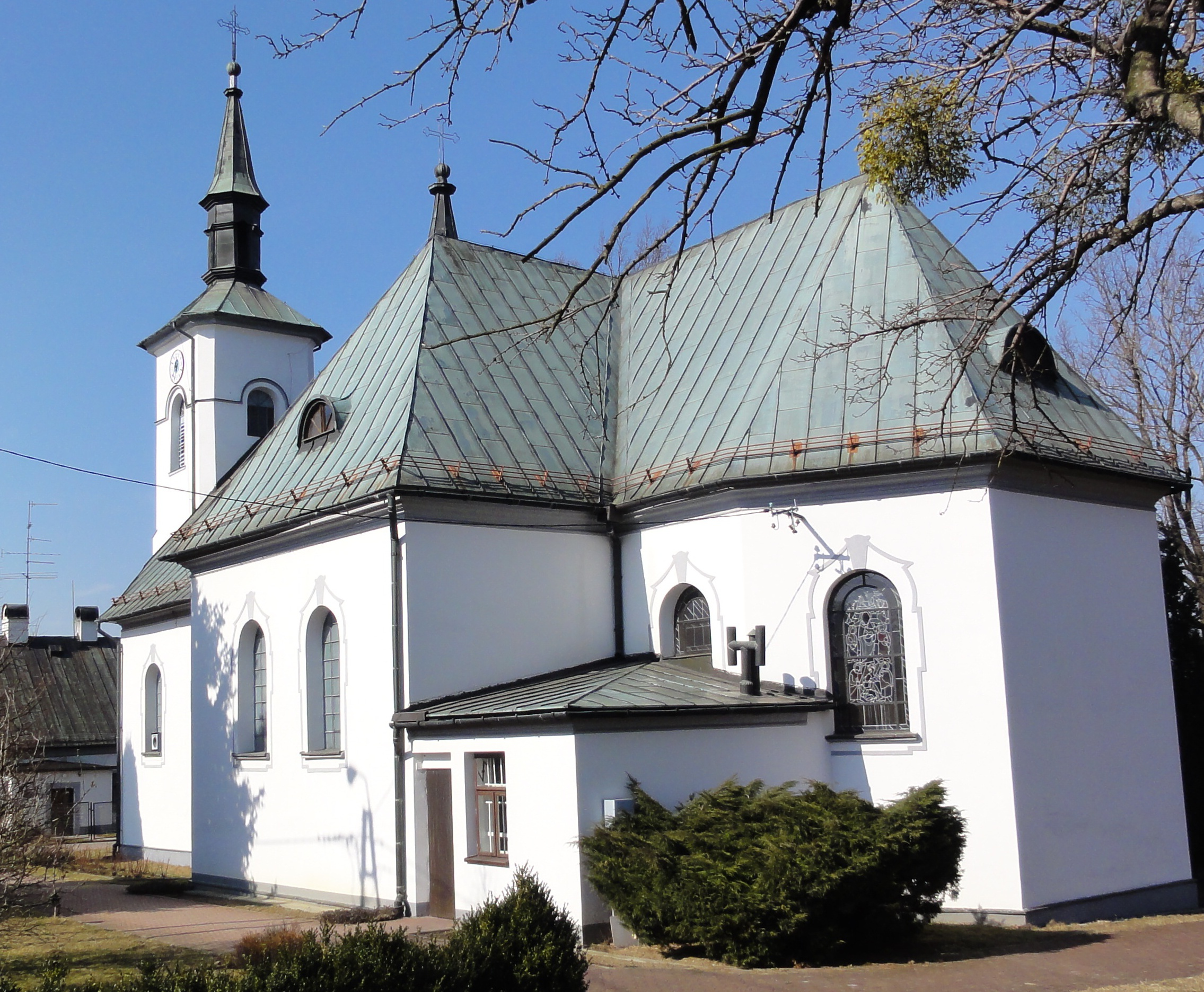
Kościół św. Jerzego
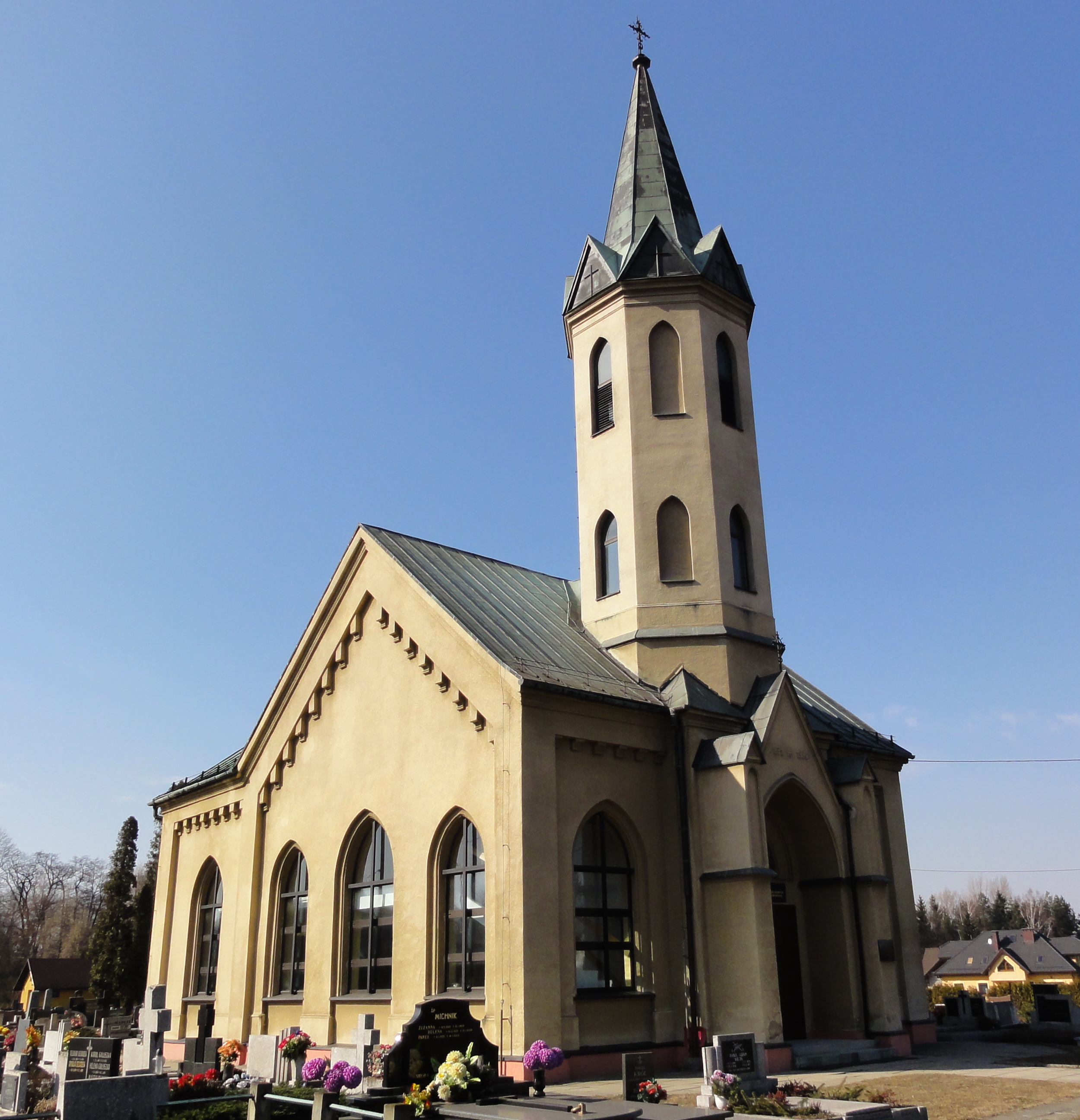
Kościół luterański Zmartwychwstania Pańskiego
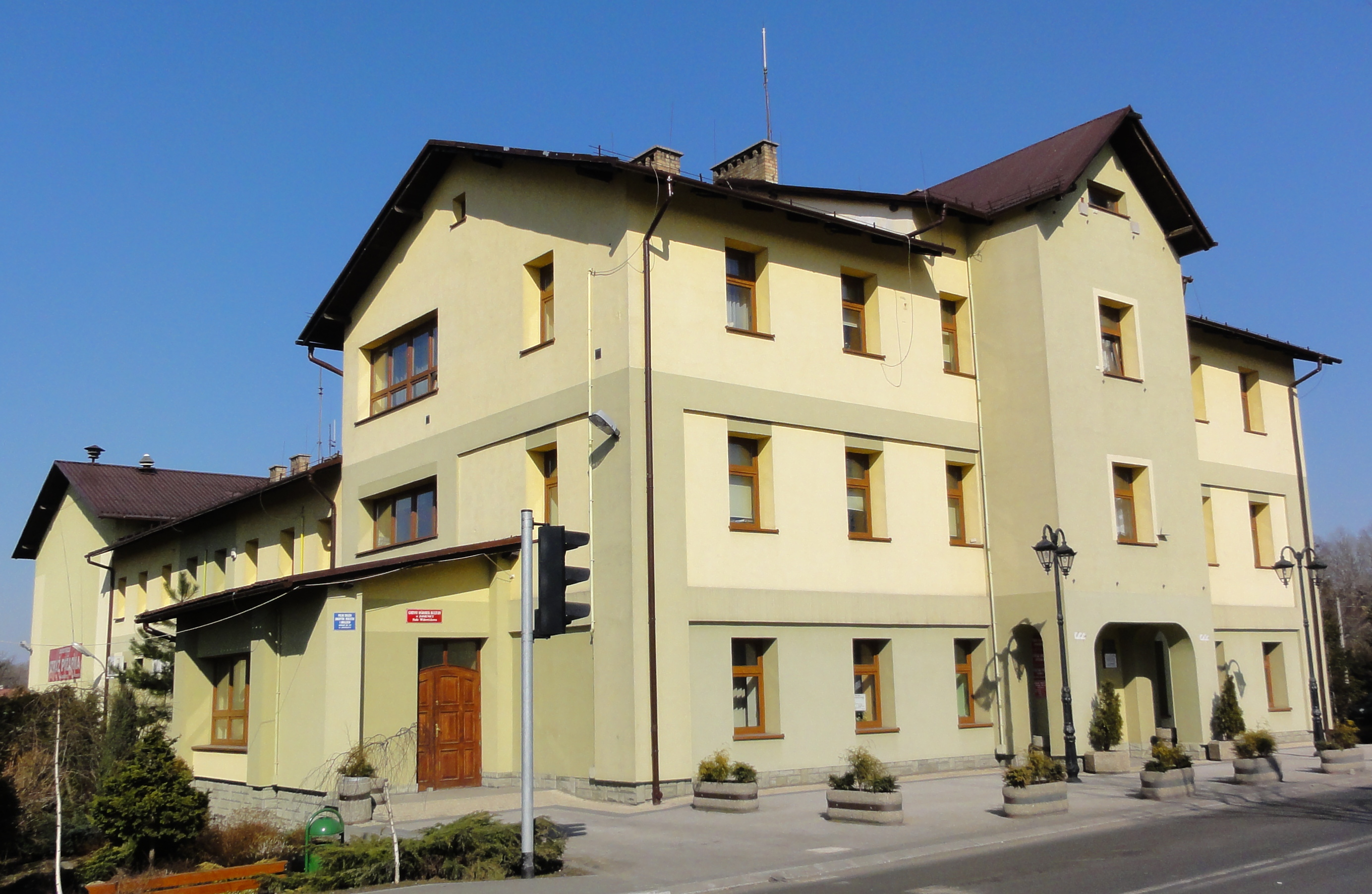
Siedziba urzędu gminy
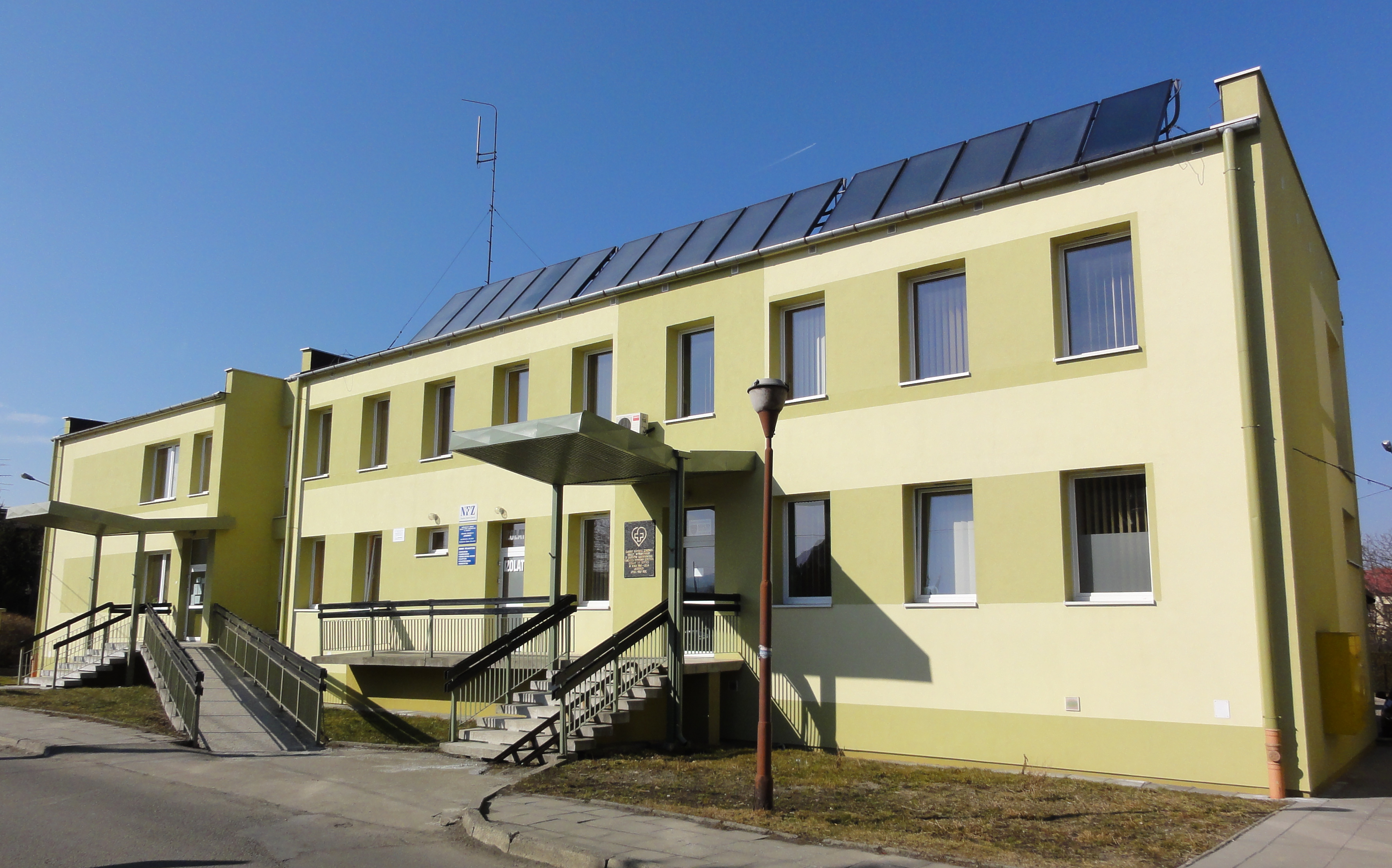
Gminny Ośrodek Zdrowia
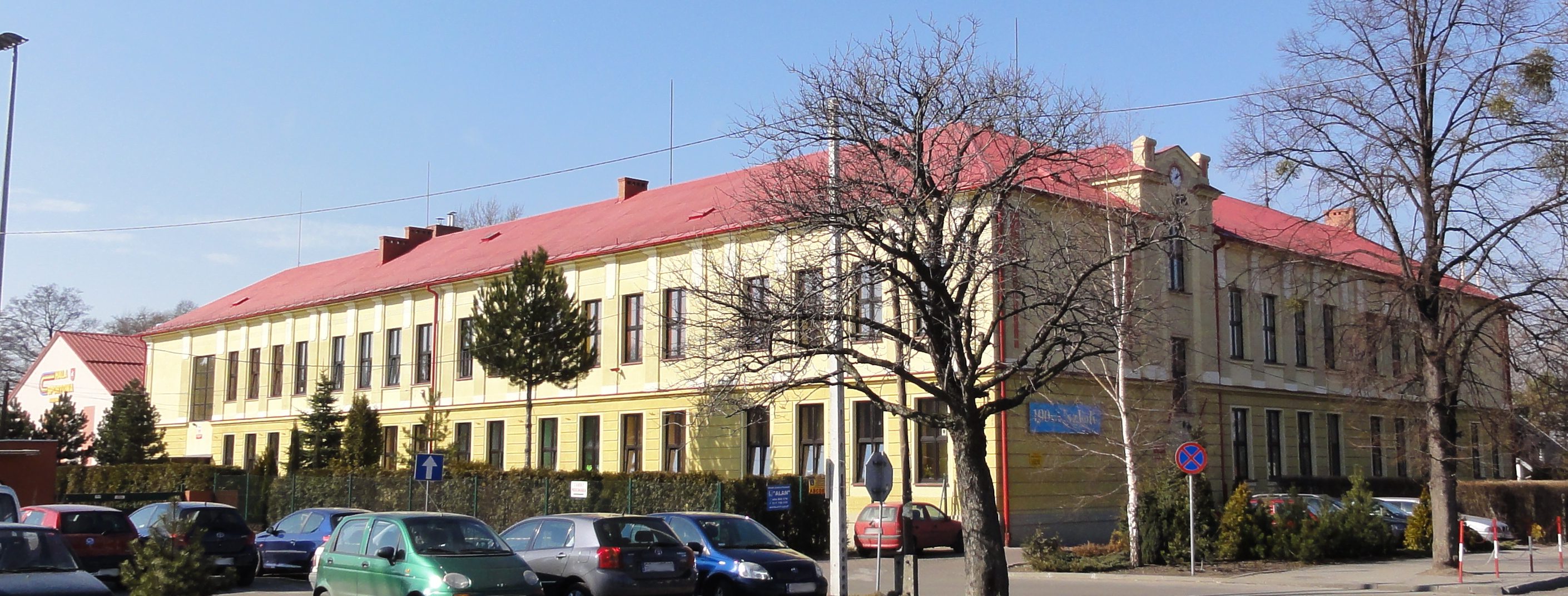
Budynek szkoły